# Nuestra Señora de Loreto
Nuestra Señora de Loreto (en français : Notre-Dame de Lorette) est une ancienne réduction jésuite fondée en 1633, à la suite du déplacement des missions jésuites du Paraguay vers le sud du Paraná. Ses ruines se trouvent en Argentine, dans la commune actuelle de Loreto, département de Candelaria, province de Misiones.

## Histoire

### Les réductions jésuites de la Guayrá (Loreto I )
L’emplacement initial de Nuestra Señora de Loreto se trouvait à l’extrême nord de l’État brésilien actuel de Paraná, dans une zone qui constituait aux XVIIe et XVIIIe siècles la région jésuite hispanique de La Guayrá. Les jésuites fondent à partir de 1554 plus d’une dizaine de réductions dans cette région appelée Guayrá par les Indiens et La Pineria par les Espagnols (en raison de la présence abondante du pin du Paraná dans la région). Ces territoires étaient alors espagnols et correspondent aujourd’hui à l’état brésilien de Paraná.
La réduction Nuestra Señora de Loreto (Notre-Dame de Lorette) était la capitale des Missions jésuites du Guayrá. Celui qui introduisit la musique dans les réductions, Jean Vaisseau - décédé en 1623 - y est enterré.

### 1632-1817: Nuestra Señora de Loreto (Loreto II)
En 1631, la plupart des réductions jésuites du Guayrá sont assiégées et détruites par les bandeirantes portugais, sauf San Ignacio et Nuestra Senora de Loreto, qui se replient néanmoins vers l’ouest. Nuestra Señora de Loreto (Loreto II) est fondée à cette époque au bord du rio Paraná.
En 1767, la Compagnie de Jésus est expulsée des territoires portugais: les jésuites quittent les missions l’année suivante.
La réduction de Nuestra Señora de Loreto disparaît en 1817.

## Site archéologique
En 1984, l’UNESCO classe Nuestra Señora de Loreto au patrimoine mondial, avec les autres missions jésuites de la province de Misiones : Santa Ana, de Santa Maria la Mayor et de San Ignacio Mini.